# Santa Catarina da Fonte do Bispo
Santa Catarina da Fonte do Bispo ist eine Gemeinde (Freguesia) im portugiesischen Kreis Tavira. In ihr leben 1873 Einwohner (Stand 19. April 2021).